# لیتیا (فلوریدا)
لیتیا (به انگلیسی: Lithia) یک منطقهٔ مسکونی در ایالات متحده آمریکا است که در شهرستان هیلزبرو، فلوریدا واقع شده‌است. لیتیا ۳۲٫۰ متر بالاتر از سطح دریا قرار دارد.